# 苅田沖土砂処分場
苅田沖土砂処分場は、福岡県京都郡苅田町の周防灘沖、苅田港の沖合約3.5kmに位置する浚渫土砂処分場、及び土砂処分によって造成された人工島である。外周護岸延長5200m（東西900m、南北1700m）、面積153haで、水深約7m。本土とは新北九州空港連絡橋で結ばれており、新門司沖土砂処分場（現在の北九州空港）に隣接する。愛称は「は〜とぽ〜と21」。

## 概要
苅田港は瀬戸内海の西端に位置し、内湾性の遠浅海域であるため、港湾整備に伴って膨大な浚渫土砂が発生する。苅田沖土砂処分場は、港湾整備に伴い苅田港、関門航路及び北九州港から発生する浚渫土砂を処分するため計画された。
当初は「緑地公園」及び「環境開発実験場用地」として利用が計画されていたが、1993年4月に当時の運輸省が周防灘沖の土砂処分場に海上空港として建設する形で新北九州空港の整備基本計画を取りまとめ、翌1994年（平成6年）1月に新北九州空港の設置告示及び政令指定がなされたことから、翌月に行われた緑地等の一部を空港用地等へ土地利用用途を変更する手続を経て、苅田沖土砂処分場敷地のうち約15haが空港用地として造成された。
1976年（昭和51年）2月2日に埋立申請がなされ、翌1977年（昭和52年）7月に第1期の護岸工事が始まり、1979年度から浚渫土砂の投入が開始された。その後第2期の護岸工事及び容量増のための築堤による満上げ等が行われ、1996年度に埋立が完了した。